# Caraiman-csúcs
A Caraiman-csúcs (románul: Vârful Caraiman) a Bucsecs-hegység része. A közelében található a Caraiman-menedékház.
A hegy felismerhető a tetején lévő keresztről. 
A Caraiman-csúcson levő emlékművet Mária román királyné kezdeményezésére emelték 1926 és 1928 között az első világháborúban a német hadsereg elleni harcokban Erdély megszállásáért vívott harcokban elesett román katonák emlékére. 
A kereszt magassága 31 méter, a két kar egyenkénti szélessége 7,5 méter, a kereszt egy 8,3 m magas, kővel burkolt vasbeton alapra épült.
2291 méter tengerszint feletti magasságban található. A kereszt körvonalát lámpák világítják meg.